# Uncle John's Band
Pistes de Workingman's Dead
High Time
Uncle John's Band est une chanson de Jerry Garcia (musique) et Robert Hunter (paroles ) écrite pour Grateful Dead, qui est apparue sur l'album Workingman's Dead en 1970. « Band d'oncle John » est un morceau acoustique.
La chanson a été classée dans The Rock and Roll Hall of Fame's 500 Songs that Shaped Rock and Roll. En 2001 elle a été appelée 321e dans la liste Songs of the Century.

## Paroles et musique
"Uncle John's Band" est une des chansons du Grateful Dead le plus immédiatement accessible avec une mélodies facile à retenir. Il s'agit d'un morceau inspiré par le bluegrass – avec un arrangement folk.  La partie d'harmonie de la chanson a été inspiré en partie par Crosby, Stills and Nash. La chanson fait allusions au passé Irving Berlin de "Alexander's Ragtime Band" - et le présent par la contreculture

## Les enregistrements
Warner Bros. Records a demandé, que pour l'enregistrement en 1970, la version publique trop longue soit réduite. Cette modification a été plus tard taxée par Garcia d'« atrocité » « Je leur avais donné des instructions pour l'éditer correctement et ils l'ont complètement déformée » a déclaré Garcia. Il a obtenu que la version originale de l'album soit plus longue que la version adaptée par Warner Bros.
La chanson n'a atteint que la place 69 au Billboard Hot 100 U.S. Pop Singles chart. Malgré ce demi succès, la chanson a reçu un excellent accueil sur les radios de rock. À un moment où les Grateful Dead étaient déjà une légende dans les milieux "underground " américains, "Uncle John's Band" et avec à un moindre degré « Casey Jones » ont permis à la musique de Grateful Dead d'accéder à un plus large public. Les deux chansons ont fait de Grateful Dead « épine dans le côté de Nixon ».
À ce jour, "Uncle John's Band" est la chanson du Grateful Dead le plus diffusé par les radios de rock classique.

## Les reprises
Le morceau a été repris de façon intégrale par Jimmy Buffett en 1994 sur son album Fruitcakes et par les Kinks sur l'album Sunny Afternoon.
La chanson a été jouée par Phil Lesh and Friends au What Stage à Bonnaroo le 18 juin 2006 dans une longue version d'improvisation de presque 20 minutes.